# Kamil Jóźwiak
Kamil Jóźwiak (* 22. April 1998 in Międzyrzecz) ist ein polnischer Fußballspieler, der seit Februar 2024 beim FC Granada in Spanien unter Vertrag steht.

## Karriere

### Verein
Der im westpolnischen Międzyrzecz geborene Kamil Jóźwiak begann mit dem Fußballspielen bei Junior Zbąszynek und kam über die Jugendabteilung von Lechia Zielona Góra im Jahr 2011 in den Nachwuchs von Lech Posen. Während der Saison 2015/16 wurde er in die erste Mannschaft befördert. Am 28. Februar 2016 debütierte er bei der 0:2-Heimniederlage gegen Jagiellonia Białystok in der höchsten polnischen Spielklasse, als er in der 46. Spielminute für Kebba Ceesay eingewechselt wurde. In den verbleibenden Partien der Spielzeit wurde er häufig eingesetzt und am 15. Mai (37. Spieltag) erzielte er beim 3:0-Heimsieg gegen Ruch Chorzów sein erstes Ligator für die Kolejorz. In dieser Saison absolvierte er zehn Ligaspiele, in denen ihm dieser Torerfolg gelang. In der folgenden Spielzeit 2016/17 schaffte er es nicht sich endgültig in der Startformation zu etablieren und wurde bis zum Jahreswechsel nur sporadisch eingesetzt. Um Spielpraxis zu sammeln, wechselte er im Januar 2017 auf Leihbasis zum Zweitligisten GKS Katowice. Dort debütierte er am 4. März 2017 (20. Spieltag) beim 2:2-Auswärtssieg gegen Chojniczanka Chojnice. Bereits sechs Tage später traf er beim 2:2 gegen den OKS Stomil Olsztyn erstmals für Katowice. Insgesamt bestritt er 12 Ligaspiele für seinen Leihverein, in denen er zwei Treffer erzielen konnte.
Nach seiner Rückkehr zu Lech Posen wurde Jóźwiak zu Beginn der darauffolgenden Spielzeit 2017/18 kaum berücksichtigt und erst im Verlauf der Rückrunde gelang ihm der Sprung in die Startformation. In dieser Saison absolvierte er 20 Ligaspiele, in denen er drei Tore und zwei Vorlagen sammeln konnte. Den Status als Stammspieler behielt er in der Spielzeit 2018/19 bei. Am 3. April 2019 (28. Spieltag) erzielte er beim 3:2-Heimsieg gegen Pogoń Stettin den ersten Doppelpack seiner professionellen Karriere. In dieser Saison gelangen ihm in 31 Ligaeinsätzen drei Tore und vier Assists. In der darauffolgenden Spielzeit 2019/20 erzielte er in 35 Ligaeinsätzen acht Tore und konnte vier weitere Treffer vorbereiten. Am 16. September 2020 wechselte Jóźwiak zum englischen Zweitligisten Derby County, wo er einen Vierjahresvertrag unterzeichnete. Drei Tage später (2. Spieltag) gab er bei der 1:2-Auswärtsniederlage gegen Luton Town sein Debüt und bereitete das einzige Tor der Rams von Jack Marriott vor. Doch schon anderthalb Jahre später wechselte er weiter in die USA und schloss sich Charlotte FC in der Major League Soccer an. Hier absolvierte er in zwei Saisons 55 Pflichtspiele und erzielte dabei vier Treffer. Am 2. Februar 2024 gab dann der spanische Erstligist FC Granada die Verpflichtung Jóźwiaks bekannt.

### Nationalmannschaft
Kamil Jóźwiak spielte im September 2013 zwei Mal für die polnische U16-Nationalmannschaft und zwischen August 2014 und März 2015 13 Mal für die U17, in denen ihm ein Torerfolg gelang. Im August 2015 bestritt er zwei Einsätze für die U18. Anschließend spielte er 19 Mal für die U19, in denen er einen Treffer markieren konnte. Im November 2017 kam er in einem Länderspiel für die U20 zum Einsatz. Anschließend spielte er von März 2018 bis November 2019 14 Mal für die U21. Am 19. November 2019 debütierte Jóźwiak beim 3:2-Sieg gegen Slowenien in der Qualifikation zur Europameisterschaft 2021 für die polnische A-Nationalmannschaft, als er in der Schlussphase für Sebastian Szymański eingewechselt wurde. Zur Fußball-Europameisterschaft 2021 wurde er in den polnischen Kader berufen, kam aber mit diesem nicht über die Gruppenphase hinaus. Anschließend folgte auch keine weitere Nominierung des Spielers mehr.

## Erfolge
- Polnischer Superpokalsieger: 2016